# Jürgen Pohl (Politiker)

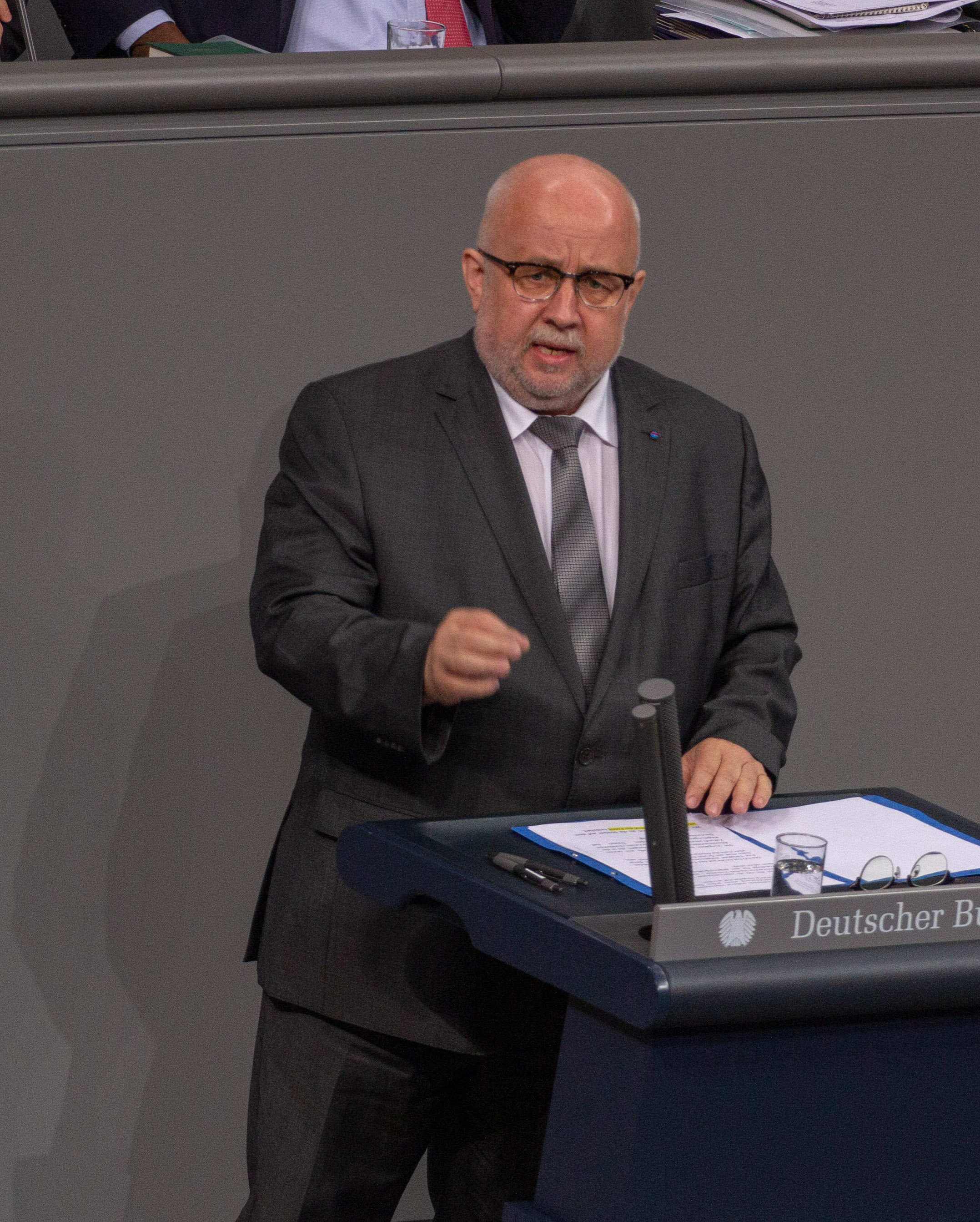
Jürgen Pohl (2019)

Jürgen Hans Pohl (* 7. Januar 1964 in Magdeburg) ist ein deutscher Politiker (AfD) und Rechtsanwalt. Er war von 2017 bis 2025 Mitglied des Deutschen Bundestages.

## Leben
Jürgen Pohl besuchte die Polytechnische Oberschule (POS) und machte von 1980 bis 1983 eine Berufsausbildung zum Elektromonteur mit Abitur. Im Anschluss diente er 18 Monate bei den Grenztruppen der DDR und studierte von 1985 bis 1989 Rechtswissenschaften an der Universität Halle. Seit 1992 ist er als selbständiger Rechtsanwalt tätig. Er ist verheiratet, hat eine Tochter und lebt in Mühlhausen/Thüringen.

## Politik
Pohl ist seit 2013 Mitglied der AfD im Kreisverband Nordthüringen. Von Oktober 2016 bis November 2020 war er Beisitzer im Landesvorstand der AfD Thüringen. Zum Tag der Arbeit 2017 gab er die Gründung des „Alternativen Arbeitnehmerverbandes Mitteldeutschland“ (ALARM) als eine Gewerkschaft bekannt. Er ist zudem Beisitzer im Vorstand der AfD-nahen Akademischen Erasmus-Stiftung.
Bei der Bundestagswahl 2017 wurde er über die Landesliste Thüringen in den 19. Deutschen Bundestag gewählt. Als Direktkandidat im Bundestagswahlkreis Eichsfeld – Nordhausen – Kyffhäuserkreis kam er mit 21,4 % der Stimmen auf den zweiten Platz. Bei der darauffolgenden Bundestagswahl 2021 zog er erneut über den Listenplatz 2 als Direktkandidat in den Bundestag ein.
Im 19. Deutschen Bundestag war Pohl ordentliches Mitglied im Ausschuss für Arbeit und Soziales und gehört als stellvertretendes Mitglied dem Ausschuss für Familie, Senioren, Frauen und Jugend an. Im 20. Deutschen Bundestag ist Pohl wieder Mitglied im Ausschuss für Arbeit und Soziales.
Pohl gehört nach Recherchen von Zeit Online, die im März 2018 veröffentlicht wurden, zu 18 Bundestagsabgeordneten der AfD, die Mitarbeiter mit rechtsradikalem bis rechtsextremem Hintergrund für ihre Mandatsaufgaben und parlamentarische Arbeit beschäftigten. Sein damaliger Mitarbeiter Heiko L. war früher bei der rechten Wochenzeitung Junge Freiheit und schrieb für Sleipnir, eine kleine Zeitschrift der Querfront, die eine rechte Revolution forcieren wollte. Er ist Gründer und Sprecher des „Alternativen Arbeitnehmerverbandes Mitteldeutschland“ (ALARM). Zusammen mit Stephan Brandner macht er Wahlkampf als „Die Volksanwälte“.
Nachdem Andreas Kalbitz im Mai 2020 die AfD-Mitgliedschaft entzogen worden war, positionierte Pohl sich gegen den AfD-Bundesvorstand um Jörg Meuthen; auf Facebook veröffentlichte er unter der Überschrift „Wir sind Spalter!“ eine Fotomontage mit den Köpfen der acht Mitglieder des Vorstandes, die für die Annullierung der Mitgliedschaft gestimmt hatten.
Pohl galt seitdem als einer der schärfsten innerparteilichen Kritiker von Meuthen; er forderte ihn auf dem Bundesparteitag der AfD 2020 zum Austritt auf. Auf seinen Wahlkampfveranstaltungen trat Pohl weiter mit Kalbitz auf.
Bei der von Bundeskanzler Olaf Scholz am 16. Dezember 2024 im Bundestag gestellten Vertrauensfrage sprach Pohl als einer von nur drei AfD-Abgeordneten dem Kanzler das Vertrauen aus.
Im Mai 2025 gab Pohl nach fast acht Jahren Mitgliedschaft im Deutschen Bundestag seinen Rückzug aus der Bundespolitik bekannt. Er kündigte an, sich nach dem Ausscheiden aus dem Bundestag stärker auf kommunalpolitische Aufgaben im Kreistag zu konzentrieren, um die AfD vor Ort zu stärken.

### Positionen

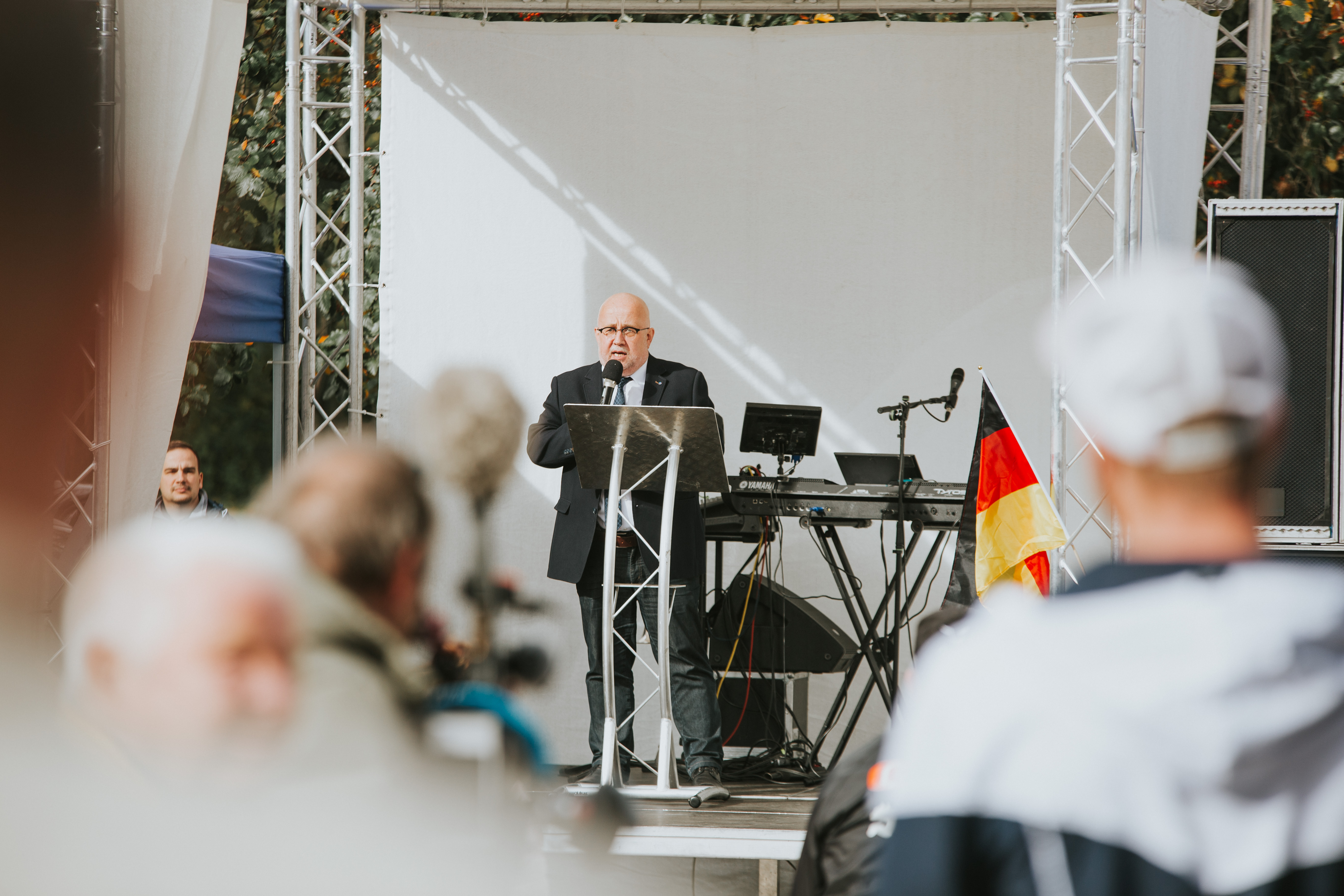
Pohl auf einer Wahlkampfveranstaltung zur Thüringer Landtagswahl 2019 in Nordhausen

Pohl setzt sich nach eigener Aussage für die Rentenangleichung Ost/West ein. Er ist (Stand 2017) für die Einschränkung der Leiharbeit und die Einführung eines „Wohlstandslohns“.
Spiegel Online beschrieb Pohl im September 2017 als einen engen „Weggefährte[n] von Rechtsaußen Björn Höcke“, er leite dessen Wahlkreisbüro. In einer Rede sagte Pohl, der Gegner habe sich „die Abschaffung des deutschen Staatsvolkes und die Vernichtung des Stolzes der deutschen Nation auf die Fahnen geschrieben“. Er nannte es eine „biblische Herausforderung“, alle „illegalen Ausländer“ abzuschieben. Auf einem Parteitag der AfD Thüringen sprach er von „feigen Gestalten“, die noch „da oben“ säßen, „[v]om Feinde bezahlt und dem Volke zum Spott“, und die „das Volk einst richten“ werde.
Die Frankfurter Rundschau schrieb im Februar 2018, Pohl sei ein erklärter Anhänger der islamfeindlichen und rechtspopulistischen Pegida.
Von 2023 bis 2025 beschäftigte Pohl den neurechten Publizisten Benedikt Kaiser als wissenschaftlichen Mitarbeiter in seinem Abgeordnetenbüro im Deutschen Bundestag.
2024 übte Pohl gemeinsam mit Parteichef Tino Chrupalla scharfe Kritik an der bisherigen Israel-Politik seiner eigenen Partei als auch der Bundesregierung. Pohl lehnt eine deutsche Staatsräson für Israel ab und bezeichnet Israels Vorgehen im Gazastreifen als „Völkermord“. Wörtlich sagte Pohl: „Westdeutsch sozialisiert, Israel darf alles, die anderen dürfen nichts und wir sollen das auch noch unterstützen.“